# ケーラー照明
ケーラー照明（ケーラーしょうめい）は、面を均一に照明するための光学系の形式の一種である。アウグスト・ケーラー (en:August Köhler) が1893年に考案した。
光学顕微鏡での標本の照明や、プロジェクタなどの投影機、フォトリソグラフィなどの光源として利用される。

## 原理

ケーラー照明の光路図。光源上の全ての点からの光が照射面上の1点で混ざり合う（実線または破線同士）。光源上の1点から出た光（同色の線）は照射面全面に広がる。

投影用ケーラー照明の光路図。F がフィルム面、F' が投影された像である。F, F' ともに光源全面からの光が混ざる面であるため均一に照明される。

電球のフィラメントなどの通常の光源は、輝度にムラがあり均一に発光していない。そのため、明るく照明するために光源の光を単純に凸レンズで集めたのでは、光源の輝度ムラが照射面に表れてしまい均一な照明ができない（最も極端な例として、クリティカル照明では光源の実像を照射面に映すため、明るい部分とそれ以外の部分との境界が非常にくっきりと表れる）。また、照射面を凸レンズに近づけるとほぼ均一に照らせるものの、光があまり集まらないため明るく照明することができない。
ケーラー照明では光源の輝度ムラが照射面に現れないよう、それぞれ別の役割を持った2つの部分からなる光学系を用いる。
集光レンズは光源の実像を投影レンズ上に作り、投影レンズは集光レンズの実像を照射面に作る。
つまり、集光レンズの役割は光源からの光がより多く投影レンズを通るようにすることであり、投影レンズの役割は（集光レンズで結像する前の）光が均一な面を照射面に映し出すことである。
また、プロジェクタや写真用引き伸ばし機などにケーラー照明を用いる場合、（集光レンズの実像を照射面に映すのではなく）フィルム面の実像をスクリーンに映すのが目的であるため、先の例とは少し異なる設計が用いられる。
どちらの場合にも、集光レンズの像面からは大きく外れた（光が均一に通る）面を投影レンズで映し出すことになるため、照明ムラは最小限に抑えられる。

## 光学顕微鏡での利用

### 透過照明
光学顕微鏡で分解能を高めるには対物レンズの開口数を大きくしなければならない。しかし、標本を透過光で照らす場合、照明も同程度の開口数が無いと対物レンズの開口が一部しか使われずに無駄になってしまう。照明光を集光レンズで集光するだけでは光源（白熱電球など）との距離を大きくとれないため熱の影響を受けやすいことや、視野のみを照らすように絞り込むのが難しいので迷光が発生しやすいことなどの欠点がある。単純なクリティカル照明では、標本面に結像する光源のフィラメント像が観察の邪魔になる上に、標本上に熱が集中するという欠点があった。
これに対してケーラー照明では、光源を直接用いるのではなく、集光レンズを通した光を標本に加える。このことにより以下のような利点がある。
- 標本や対物レンズから光源を離すことができ、熱の影響を受けにくい
- 光源の実像を集光レンズの前側焦点に置くことで照明光は平行光となり、標本面に熱焦点が無いことでも熱の影響を受けにくくなる
- 倍率を適当に設定することで大きな実像を作れるので、光源は小さなものを用いることができる
- 投影レンズのあとに絞りを置くことにより、視野外への光をさえぎって迷光をへらせる
- 実像のところに絞りを置くことにより、目的に応じて開口数を調節できる